# L'Artchipel
L'Artchipel, Scène nationale de la Guadeloupe est une structure de diffusion de spectacles située à Basse-Terre, en Guadeloupe.
Premier établissement des Outre-Mers français labellisé scène nationale par le ministère de la Culture, L'Artchipel propose, depuis son ouverture en 1996, des spectacles de théâtre et de danse, des concerts ainsi qu'une programmation de cinéma et des expositions d'art contemporain.

## Situation
Inaugurée en 1996, la Scène nationale de la Guadeloupe est implantée à Basse-Terre, au cœur de ce chef-lieu de la Guadeloupe, classé Ville d'Art et d'Histoire depuis 1995. Le théâtre se situe dans le quartier du Champ d'Arbaud, entre l'Hôtel de Préfecture (à l'Est) et le Palais de Justice, ainsi que celui du Conseil général (au Sud). Conçu par l'architecte guadeloupéen Alain Nicolas, le bâtiment a été construit à l'emplacement de l'ancien square Pichon où se tenaient des animations culturelles de fin de semaine, intitulées "Les Vendredis Pichon". Son architecture moderne rappelle la forme du volcan de la Soufrière qui surplombe la ville.

## Le lieu

### Présentation
Faisant partie du réseau de l'Association des scènes nationales, lieux de création et de diffusion pluridisciplinaire, L'Artchipel propose chaque année plus d’une soixantaine de spectacles de théâtre, de musique et de danse dans ses trois salles :
- La Salle Anacaona : Principale salle de L'Artchipel, elle doit son nom à Anacaona, une reine amérindienne du XVe siècle, réputée pour sa beauté, son courage et son talent pour la poésie. Configurée en hémicycle de pente droite avec loges, cette salle peut accueillir 500 personnes assises[5].
- La Salle Sonny Rupaire : Portant le nom d'un célèbre poète guadeloupéen, cette salle, d'une centaine de places, était à l'origine destinée à accueillir des conférences et autres réunions plutôt formelles. À la longue, elle s'est imposée comme lieu de diffusion de spectacles de petite forme. Avec son bar attenant, la salle Sonny Rupaire fut le théâtre des premiers cabaret-spectacles de l'Artchipel.
- La Salle Jenny Alpha : Baptisée du vivant de la comédienne martiniquaise Jenny Alpha, en hommage à son talent, cette salle rectangulaire modulable de 240 m2 permet d'accueillir les spectacles de petite forme, les soirées cabaret de L'Artchipel, ainsi que les installations d'art contemporain. Selon la configuration choisie, sa jauge évolue de 100 places en version « chaises », à 112 places en version « gradin », pour aller jusqu'à 300 places debout[5].

Deux autres espaces du bâtiment sont dédiés à la création et à la diffusion :
- La Galerie Adolphe Catan : Installée dans le vaste espace d'accueil de la Salle Anacaona, la Galerie Adolphe Catan, du nom de ce photographe guadeloupéen, accueille principalement des expositions de photographies.
- Le Studio de danse : Cette salle, qui n'accueille pas de public, est dédiée aux répétitions et à la création chorégraphique.

### Direction
L'Artchipel est dirigé par une association loi de 1901, dont le conseil d'administration est lui-même contrôlé par les représentants de l'État (à savoir la DAC : la Direction des Affaires culturelles de Guadeloupe) et du département, tandis que le Conseil régional de la Guadeloupe apporte le cinquième des subventions.
La programmation artistique et la gestion courante sont confiés à un Directeur général.

#### Directeur général[6]
- Claire-Nita Lafleur (de 1996 à 2005), qui y développe entre autres le projet : Territoire & identité.
- José Pliya (de 2005 à 2016), qui à son arrivée choisit d'axer la programmation du lieu autour des Nouvelles Ecritures Scéniques (N.E.S).
- Gérard Poumaroux (depuis 2016) avec le projet artistique : L’interpénétration des cultures et des imaginaires[7].

## Homonymie
Une autre scène nationale porte un nom similaire à celui de l'Artchipel en Guadeloupe. Il s'agit du Théâtre de l'Archipel, implanté à Perpignan, dans les Pyrénées-Orientales, et inauguré le 10 octobre 2011. Seul un "T" muet différencie l'orthographe du nom de ces deux structures culturelles.
Si la scène nationale de Guadeloupe s'était appelée Le Volcan, comme c'était le cas dans son projet de préfiguration, il y aurait eu là aussi conflit avec l'appellation de deux autres scènes nationales :
- Le Cratère, à Alès dans le département du Gard.
- et surtout le Volcan, nom officiellement attribué en 1990 à la Maison de la Culture du Havre, construite en 1982 par l'architecte brésilien Oscar Niemeyer.